# Châteauneuf-de-Chabre
Châteauneuf-de-Chabre korábbi község (település) Franciaországban, Hautes-Alpes megyében. Lakosainak száma 378 fő (2018. január 1.). Châteauneuf-de-Chabre Mison, Antonaves, Barret-sur-Méouge, Laragne-Montéglin, Nossage-et-Bénévent, Saint-Pierre-Avez és Saléon községekkel határos.
2016. január 1-jén Antonaves és Ribiers községgel egyesült és delegált község státusszal Val Buëch-Méouge új község része lett.

## Népesség
A település népességének változása:
| Lakosok száma | 129  | 125  | 214  | 238  | 259  | 305  | 309  | 332  | 379  | 378  |
|               | 1962 | 1968 | 1982 | 1990 | 1999 | 2008 | 2011 | 2013 | 2017 | 2018 |